# Máquina de Moore
Na teoria da computação, uma máquina de Moore é uma máquina de estados finita cujos valores de saída são determinados somente pelo estado atual. Isso a torna diferente de uma máquina de Mealy, cujos valores de saída são determinados tanto pelo estado atual quanto por suas entradas. A máquina de Moore recebe o nome de Edward F. Moore, que apresentou o conceito em um artigo de 1956, intitulado “Gedanken-experiments on Sequential Machines.”

## Representação visual
| Estados | a  | b  | saída |
| ------- | -- | -- | ----- |
| q0      | q1 | q2 | 1     |
| q1      | q1 | q1 | 0     |
| q2      | q1 | q0 | 1     |

### Diagrama
O diagrama de transição de estados para uma máquina de Moore ou diagrama de Moore é um diagrama que associa um valor de saída a cada estado. Uma máquina de Moore é uma produtora de saídas.